# Futpro
Futpro (abreviació de Associació de Futbolistes Professionals) és un sindicat format exclusivament per futbolistes que competeixen o han competit a Espanya tant en categories professionals com inferiors, i que tenen com a objectiu defensar els drets laborals de les jugadores «propiciant el canvi i l'evolució en el món del futbol».
Es presentà l'1 de desembre de 2021 a l'Il·lustre Col·legi de l'Advocacia de Barcelona, amb les jugadores de la Lliga Iberdrola que demanaven un conveni col·lectiu que defensés els seus drets i garantís la igualtat al futbol femení com a jugadores professionals. També incloïen en les seves reivindicacions que es resolguessin una sèrie de greuges com la falta de serveis mèdics en alguns clubs de Primera Divisió, salaris que no arribaven al mínim interprofessional o les dificultats per compaginar la maternitat amb la professió.
El sindicat fou impulsat per Amanda Gutiérrez i compta amb el suport de les principals jugadores de la Lliga, entre elles una àmplia representació del Barça, amb Andrea Pereira, Patri Guijarro, Mariona Candentey i Alexia Putellas, i també altres jugadores com Garazi Murua de l'Athletic Club de Bilbao, Laia Aleixandri del Club Atlético de Madrid Féminas, Anna Torrodà del València Fèmines Club de Futbol, o Nerea Eizagirre de la Reial Societat (femení), totes les quals constarien com a afiliades al sindicat. L'equip directiu de FUTPRO està format per Amanda Gutiérrez (graduada en Dret especialitzada en dret esportiu) de presidenta i Andrea Pereira (futbolista professional) a secretaria. Un dels futurs objectius que plantejà fou el d'oferir un «Fons de final de carrera» per tal d'ajudar les futbolistes un cop finalitzada la seva carrera esportiva professional i en el seu trànsit cap a una nova etapa professional.
El 23 d'agost de 2023 el sindicat FUTPRO emeté un comunicat on anuncià que defensaria els interessos de la seva membre Jennifer Hermoso, en el cas d'un petó forçat que Luis Rubiales —president de la Reial Federació Espanyola de Futbol— li feu en la celebració al terreny de joc de la victòria en la final del Copa del Món Femenina de Futbol d'aquell mateix any. En el comunicat també es demanà que la federació implementés els "protocols necessaris, vetllés pels drets de les jugadores i adoptés mesures exemplars". El 25 d'agost, després de les declaracions de Rubiales, el sindicat va fer una nova declaració on anunciava que les jugadores renunciaven a jugar amb la selecció espanyola fins que hi hagués canvis estructurals a la federació.